# 씨제스 스튜디오
씨제스 스튜디오(영어: C-JeS Studios.)는 대한민국의 연예 기획사이다.

## 창립자
- 백창주
  - 생년: 1977년생
  - 출생지: 광주광역시
  - 나이: 44세
  - 직위: 대표이사 회장(CEO)
  - 소속: 씨제스엔터테인먼트
  - 경력: 1990년대 중반 스타뮤직 매니저 출신
    - 2000년 아이스타시네마 이사
    - 2006년 여리인터내셔널 이사
    - 2009년 씨제스엔터테인먼트 설립
    - 2009년~현재 씨제스엔터테인먼트 대표이사 회장

## 연혁
- 2009년 12월 21일 (주)씨제스엔터테인먼트 설립
- 2011년 8월 25일 씨제스엔터테인먼트 소속 그룹 JYJ, 한국인 최초로 UN 산하기구인 UNAIDS 공식 홍보대사 선정
- 2012년 씨제스엔터테인먼트, 여행사 루크코리아 인수
- 2014년 씨제스엔터테인먼트, 자회사 드라마제작사 씨제스프로덕션 설립
- 2014년 씨제스엔터테인먼트, 자회사 공연예술 제작사 씨제스컬쳐 설립
- 2023년 4월 3일 씨제스엔터테인먼트의 사명 변경 있다. 씨제스 스튜디오 설립

## 씨제스 드라마 제작 작품

### KBS
- KBS2
- 《성균관 스캔들》 2010년 8월 10일 ~ 11월 2일

### MBC
- 《미스 리플리》 2011년 5월 30일 ~ 2011년 7월 19일
- 《닥터 진》 2012년 5월 26일~ 2012년 8월 12일
- 《보고싶다》 2012년 11월 7일~ 2013년 1월 17일

### SBS
- 《보스를 지켜라》 2011년 8월 3일 ~ 2011년 9월 29일
- 《옥탑방 왕세자》 2012년 3월 21일~ 2012년 5월 24일
- 《쓰리 데이즈》 2014년 3월 5일 ~ 2014년 5월 1일
- 《사랑은 방울방울》 2016년 11월 28일 ~ 2017년 6월 2일
- 《스위치 - 세상을 바꿔라》 2018년 3월 21일 ~ 2018년5월 27일

### 종편
- JTBC
- 《으라차차 와이키키》 2018년 2월 5일 ~ 2018년 4월 17일

## 소속 연예인

### 가수
- 김찬호
- 노을
- 휘브 (하승, 진범, 제이더, 이정, 유건, 재하, 인홍, 원준)

## 이전 소속 연예인
- 홍승희
- 김신영
- 강준규
- 진지희
- 김명민
- 강혜정
- 곽도원
- 류준열
- 엄지원
- 김강우
- 김민재
- 김선아
- 유태오
- 김준수
- 김재중
- 김혜은
- 류혜영
- 류의현
- 박유천
- 박유환
- 황정음
- 홍종현
- 박주미
- 박혜나
- 서영주
- 한지상
- 성유빈
- 송새벽
- 송지효
- 신현승
- 이범수
- 이봉련
- 이영유
- 권나라
- 이정재
- 이창용
- 이청아
- 임세미
- 장미인애
- 정선아
- 정인선
- 진태화
- 홍대광
- 최민식
- Crucial Star
- 하석진
- 한다솔
- 한선천
- 홍서영
- 박대원
- 민도희
- 이주연
- 강홍석
- 이재욱
- 거미
- 솔지
- 이상엽
- 김남희
- 백선호
- 김진걸
- 박병은
- 박성웅
- 서장원
- 설경구
- 송일국
- 송새벽
- 오달수
- 장마루
- 최선우
- 윤상현
- 정석원
- 조성하
- 진혁
- 최민식
- 한선천
- 최로운
- 김남길
- 차시원
- 김유리
- 라미란
- 문소리
- 남주연
- 유정래
- 윤지혜
- 김신영
- 유소희
- 홍서영
- 최연청
- 채시라
- 신은정
- 김예은
- 차지연
- 채제니

## 연도별 배출 아티스트
| 연도 | 이름        | 형태 | 구성원                                           | 데뷔연도 | 상징색깔                            | 팬클럽                 | 리더   |
| ---- | ----------- | ---- | ------------------------------------------------ | -------- | ----------------------------------- | ---------------------- | ------ |
| 2010 | JYJ         | 그룹 | 김재중, 김준수                                   | 2004     | 펄 레드                             | Cassiopeia, Membership | 없음   |
| 2010 | 주노        | 솔로 | 본인                                             | 2010     | 없음                                | 주노야                 | 없음   |
| 2013 | 거미        | 솔로 | 본인                                             | 2003     | 검정, 하양                          | 지연민트               | 없음   |
| 2016 | 크루셜 스타 | 솔로 | 본인                                             | 2011     | 없음                                | Crucial.net            | 없음   |
| 2018 | 노을        | 그룹 | 강균성, 전우성, 이상곤, 나성호                   | 2002     | 노랑, 주황                          | 노을빛                 | 이상곤 |
| 2019 | 김나연      | 솔로 | 본인                                             | 2014     | 없음                                | Very Berry             | 없음   |
| 2019 | 박대원      | 솔로 | 본인                                             | 2014     | 없음                                | Mad People             | 없음   |
| 2020 | 솔지        | 솔로 | 본인                                             | 2006     | 페일 골덴로드, 딥 블러쉬, 무디 블루 | LEGO                   | 없음   |
| 2021 | 홍대광      | 솔로 | 본인                                             | 2013     | 없음                                | 선인장                 | 없음   |
| 2021 | 강준규      | 솔로 | 본인                                             | 2011     | 없음                                | My Girl                | 없음   |
| 2022 | 김찬호      | 솔로 | 본인                                             | 2017     | 없음                                | 없음                   | 없음   |
| 2023 | 백선호      | 솔로 | 본인                                             | 2023     | 없음                                | 없음                   | 없음   |
| 2023 | 휘브        | 그룹 | 하승, 진범, 제이더, 이정, 유건, 재하, 인홍, 원준 | 2023     | 미정                                | AnD                    | 제이더 |

## 소속 연예인별 공식 홈페이지
| 남자 - JYJ - 씨제스엔터테인먼트 - 김재중 - 씨제스엔터테인먼트 - 김준수 - 씨제스엔터테인먼트 여자 - 거미 - 씨제스엔터테인먼트 | 남자 - 최민식 - 씨제스엔터테인먼트 - 설경구 - 씨제스엔터테인먼트 - 박성웅 - 씨제스엔터테인먼트 여자 - 문소리 - 씨제스엔터테인먼트 - 황정음 - 씨제스엔터테인먼트 |

## 연관 연예 기획사
- YG엔터테인먼트
- JYP엔터테인먼트
- FNC 엔터테인먼트

## 관련 동종 업계 인물
- 이수만
- 양현석